# Епархия Брюгге
Епархия Брюгге (лат.  Dioecesis Brugensis) — епархия Римско-Католической церкви с центром в городе Брюгге, Бельгия. Епархия Монтобана входит в митрополию Мехелена-Брюсселя. Кафедральным собором епархия Брюгге является церковь Святейшего Спасителя.

## История
12 мая 1559 года Римский папа Павел IV издал буллу Super universas, которой учредил епархию Брюгге, выделив её из епархии Турне.
29 ноября 1801 года после конкордата с Францией Римский папа Пий VII выпустил буллу Qui Christi Domini, которой упразднил епархию Брюгге, передав её территорию епархии Гента.
27 мая 1834 года епархия Брюгге была восстановлена.

## Ординарии епархии
- епископ Petrus Curtius (Petrus De Corte) (10.03.1561 — 16.10.1567);
- епископ Remigius Driutius (Remi Drieux) (16.09.1569 — 12.05.1594);
- епископ Matthias Lambrecht (20.12.1595 — 1.06.1602);
- епископ Karel-Filips De Rodoan (26.05.1603 — 7.07.1616);
- епископ Anthonius Triest (3.04.1617 — 25.10.1621) — назначен епископом епархии Гента;
- епископ Denis Stoffels (8.08.1622 — 6.07.1629);
- епископ Servaas de Quinckere (18.03.1630 — 13.03.1639);
- епископ Nicolaas de Haudion (16.09.1641 — 24.09.1649);
- епископ Carolus Van den Bosch (17.04.1650 — 15.03.1660) — назначен епископом Гента;
- епископ Robert de Haynin (19.12.1661 — 10.12.1668);
- епископ François de Baillencourt (18.03.1671 — 3.11.1681);
- епископ Humbertus Guilielmus de Precipiano (7.12.1682 — 8.05.1690) — назначен архиепископом Мехелена;
- епископ Guilielmus (Willem) Bassery (13.11.1690 — 18.06.1706);
  - Sede vacante (1706—1715);
- епископ Hendrik Jozef van Susteren (16.12.1715 — 24.02.1742);
- епископ Jean-Baptiste de Castillon (20.05.1743 — 26.06.1753);
- епископ Joannes-Robertus Caimo (1.04.1754 — 22.12.1775);
- епископ Felix Brenart (12.05.1777 — 26.10.1794);
  - Sede vacante (1794—1801);
  - Sede soppressa (1801—1834);
- епископ François-René Boussen (23.06.1834 — 1.10.1848);
- епископ Jean-Baptiste Malou (11.12.1848 — 23.03.1864);
- епископ Johan Joseph Faict (22.09.1864 — 4.01.1894);
- епископ Pieter De Brabandere (18.05.1894 — 31.03.1895);
- епископ Gustave Joseph Waffelaert (28.06.1895 — 18.12.1931);
- епископ Henricus Lamiroy (18.12.1931 — 10.05.1952);
- епископ Emiel-Jozef De Smedt (31.07.1952 — 15.12.1984);
- епископ Рогер Джозеф Вангелюве[англ.] (15.12.1984 — 23.04.2010);
- епископ Жозеф Де Кесель (25.06.2010 — 6.11.2015).

## Источник
- Annuario Pontificio, Libreria Editrice Vaticana, Città del Vaticano, 2003, ISBN 88-209-7422-3
- Булла Super universas, Bullarum diplomatum et privilegiorum sanctorum Romanorum pontificum Taurinensis editio, Vol. VI, стр. 559—565  (лат.)
- Булла Qui Christi Domini, Bullarii romani continuatio, Tomo XI, Romae 1845, стр. 245—249  (лат.)
- Pius Bonifacius Gams, Series episcoporum Ecclesiae Catholicae, Leipzig 1931, стр. 247  (лат.)
- Konrad Eubel, Hierarchia Catholica Medii Aevi, vol. 3 Архивная копия от 21 марта 2019 на Wayback Machine, стр. 141; vol. 4 Архивная копия от 4 октября 2018 на Wayback Machine, стр. 122; vol. 5, стр. 128; vol. 6, стр. 131—132; vol. 7, стр. 119; vol. 8, стр. 158—159  (лат.)